# ジョアン・デルリ
ジョアン・デルリ（João Derly de Oliveira Nunes Jr. 1981年6月2日- ）はブラジル出身の柔道家。階級は66kg級。身長163cm。

## 人物
2000年の世界ジュニア60kg級で優勝した。その後シニアでも活躍するが、2005年から66kg級に階級を上げると、世界選手権では決勝で日本の内柴正人に掬投で一本勝ちして優勝を飾った。2007年に地元ブラジルで開催された世界選手権でも決勝でキューバのヨルダニス・アレンシビアに勝って2連覇を達成した。しかし、北京オリンピックでは3回戦で敗れてメダルを獲得できなかった。

## 主な戦績
- 1997年 - パンナム選手権　3位(56kg級)

(これ以降は60kg級での戦績)
- 1998年 - ワールドユースゲームズ　3位
- 2000年 - 世界ジュニア　優勝
- 2000年 - 世界学生　3位
- 2001年 - 世界選手権　7位
- 2001年 - ユニバーシアード　3位
- 2001年 - パンナム選手権　3位
- 2002年 - フランス国際　2位
- 2002年 -  オーストリア国際　優勝
- 2002年 - チェコ国際　優勝
- 2002年 - ポーランド国際　優勝
- 2003年 - パンナム選手権　2位

(これ以降は66kg級での戦績)
- 2005年 - パンナム選手権　2位
- 2005年 - 世界選手権　優勝
- 2006年 - フランス国際　優勝
- 2006年 -  オーストリア国際　2位
- 2007年 - ドイツ国際　3位
- 2007年 -　ポーランド国際　優勝
- 2007年 - パンアメリカン競技大会　優勝
- 2007年 - 世界選手権　優勝
- 2009年 - パンナム選手権　優勝
- 2009年 - グランドスラム・リオデジャネイロ　5位